# Hátúszás

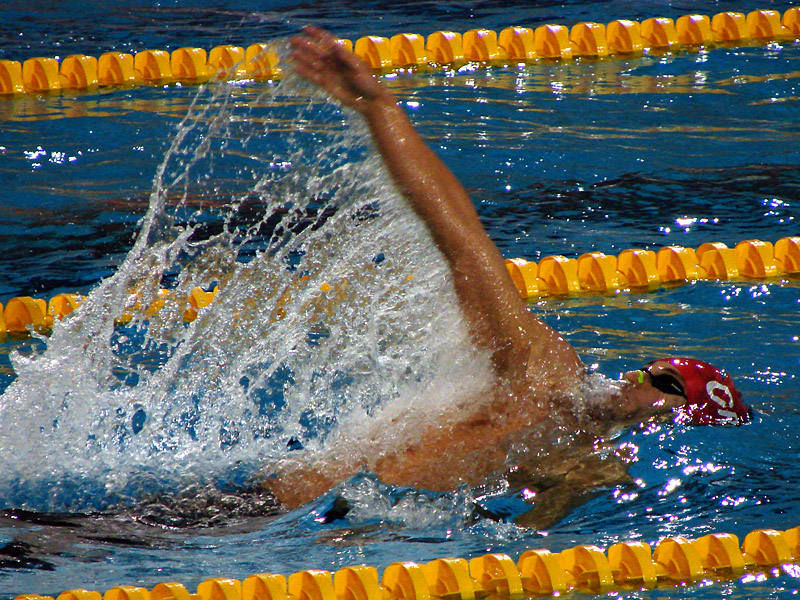
A hátúszás kartempója (Gordan Kožulj, Horvátország)

A hátúszás egy úszási stílus, a vegyesúszás egyik száma (angolul: backstroke vagy back crawl); a négy hivatalos úszásnem egyike; az egyetlen, amelyben az úszó arccal nem a medence feneke felé „néz”, hanem felfelé, a mennyezet vagy a szabad ég felé.
A stílus első, nem hivatalos megjelenése 1896-ban, az első újkori olimpián, Athénban esett, amikor Alfred Guttmann az 1200 méteres szabad stílusú számban, háton olimpiai aranyérmet nyert. 1900-ban, a párizsi olimpián már felvették a 200 méteres hátúszást mint versenyszámot. Az évek folyamán Guttmann eredeti stílusát, amely a hanyatt fordulva történő mellúszásra hasonlított, különböző sportolók módosították és tökéletesítették.
Ez az egyetlen stílus, amelyben az arc a menetiránynak háttal helyezkedik el, így az úszó közvetlenül nem látja, merre halad. Helyes végrehajtása esetén a törzs mindkét oldalra, felváltva elcsavarodik, ezért nem helyes azt mondani, hogy hanyattfekvő pozícióban történik.
A hátúszásnál az úszási képességen túl fontos a tájékozódás és az úszó mindenkori testhelyzetének pontos megítélése.

## A mozdulatsor leírása

### Kartempó
Egy ciklus négy szakaszból áll:
- Vízfogás: a kéz kifelé fordított tenyérrel lép be a vízbe, vagyis a kisujj az első, amely a fejhez a lehető legközelebb érinti a víztükröt, a belépési szöget a legjobban kihasználva, éppen akkor merülve be teljesen, amikor a könyök behajlik.
- Húzás: ekkor az alkar a lehető legmélyebbre igyekszik süllyedni, végig derékszöget alkotva, amíg a vállak síkjába nem kerül. Ebben a fázisban ringás következik be, vagyis a váll hullámzása, amely a kar vízbe csapását kíséri, mint egy vízfalba fúródó csavar, a gyorsúszáshoz hasonlóan.
- Lökés: ez a legfontosabb fázis, amit a lehető leggyorsabban kell végrehajtani. Az alkart végig behajlított helyzetben a csípő felé visszük, és ekkor következik a legnehezebb rész: mintha egy képzeletbeli ütővel a labdát akarnánk megütni, a kar visszatér a vízbe, a végsőkig meghajlítva (majd 60°-ban) gyors, ostorcsapásszerű kézmozdulattal, a tenyeret lefelé fordítva.
- Zárás: a kar e fázisban végig nyújtva van, amíg a kéz ki nem jön a vízből, 180 fokos forgást leírva, a tenyeret a vízfogáshoz kifelé fordítva, az új ciklus indításához.

A kartempók nem tökéletesen alternálók, inkább átvezetik a lökés végső fázisát a vízfogásba. Nyilvánvaló, hogy a jelenség egyre kevésbé tekinthető az úszási sebesség növelésének.

### Lábtempó
A lábtempó kétféle, akárcsak a gyorsúszásban, süllyedő és emelkedő. A különbség abban figyelhető meg, hogy a hajtás azzal pont ellenkező módon zajlik le, vagyis az emelkedő, felfelé néző láb az előkészítő fázist, míg a süllyedő sarok adja a hajtóerőt.
- Süllyesztés: a lábszár majdnem teljesen kinyújtva, a csípő vonalában merül a vízbe, majd amikor eléri a 20–30 cm-t, kezdődik a következő fázis.
- Emelés: a lábszár elindul fölfelé, a víztükör irányába, de csak éppen addig, amíg a végig lábujjak ki nem bújnak a víz alól. A térdek mindig a víz alatt maradnak.

A lábtempókat nem szabad tökéletesen hanyatt fekvő pozícióban végezni, de a törzsnek és a lábaknak egy síkban kell lenniük.

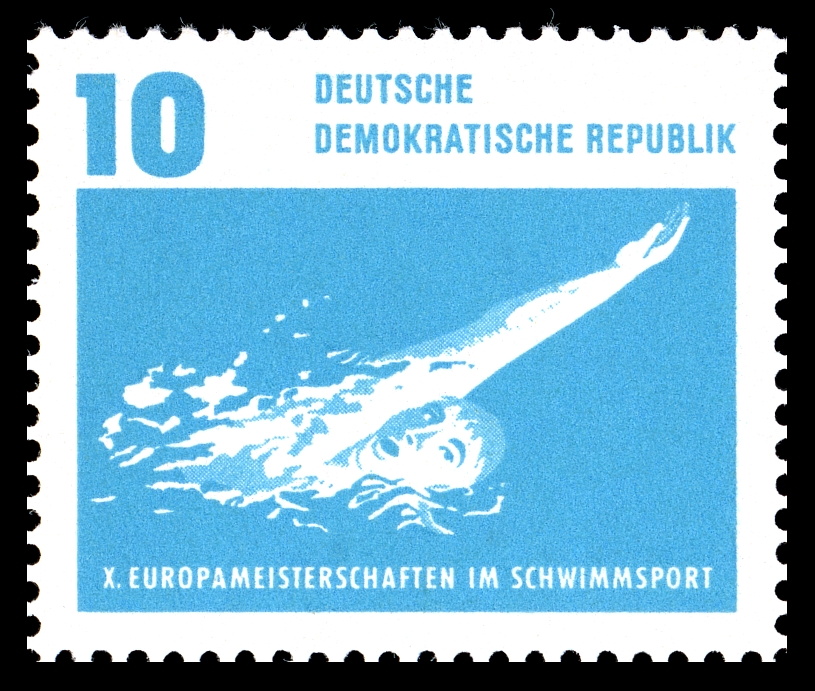
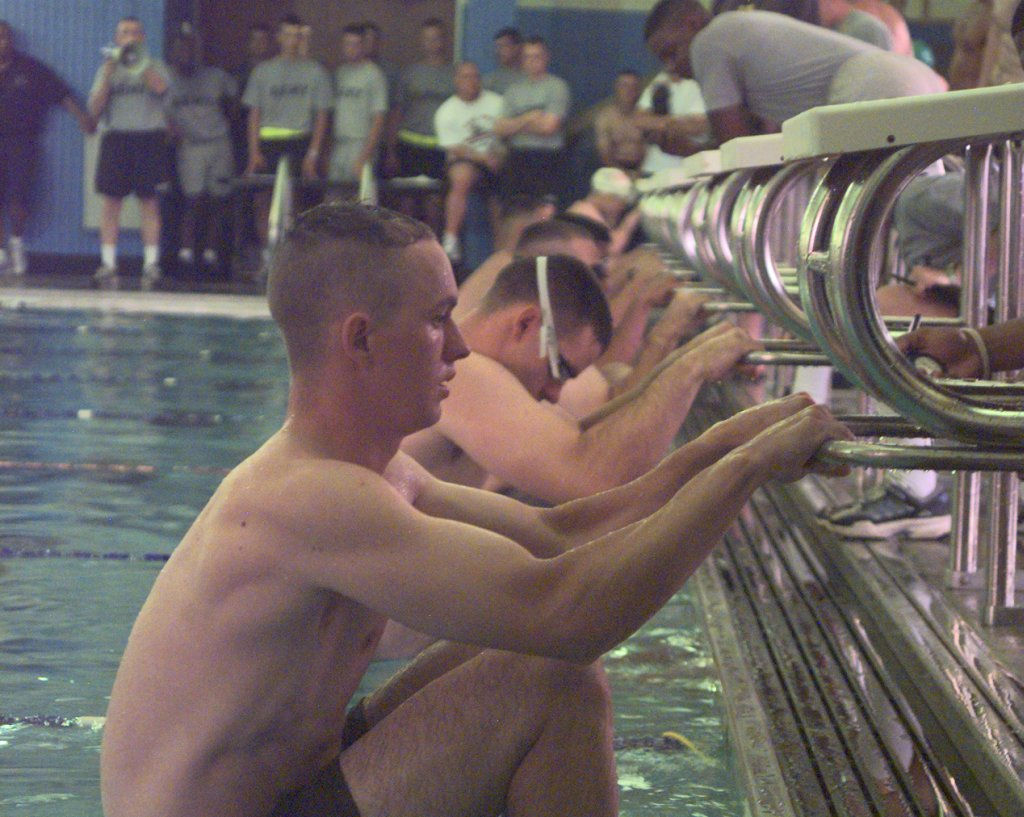
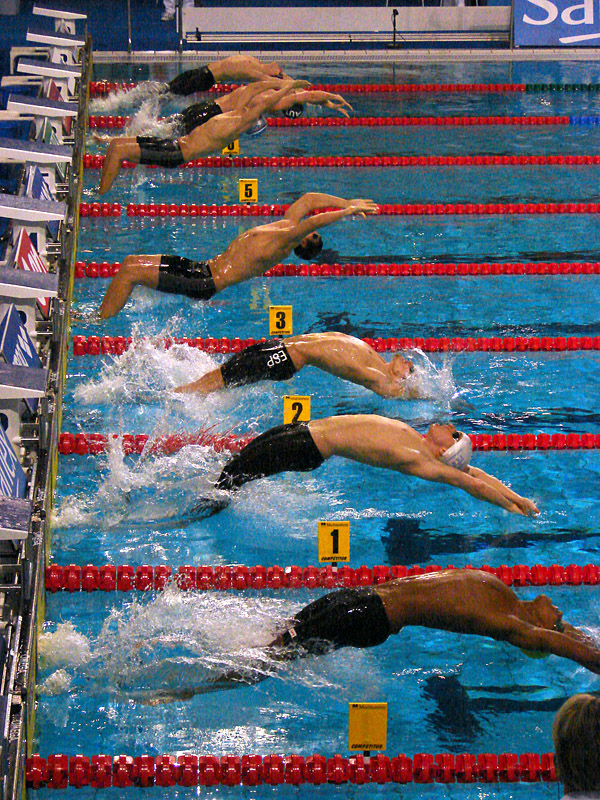

### Koordináció
Versenyszinten akár 8–10 lábtempó is esik egy kartempóciklusra a rövid távokon, ami kettőre is csökkenhet 200 méteren. A levegővétel és kifújás amatőr szinten nem pontos ritmus szerint megy végbe, de versenyszinten a belégzés a jobb-, a kilégzés a bal kartempóra esik, vagy fordítva, az úszó döntése alapján, nem zárva ki, hogy néhány megerőltető helyzetben (forduló előtt, vagy közvetlen utána) gyakran megduplázzák a ritmust, kartempónként a teljes légzési ciklust véghezvíve.

### Szabályok
Rajtkor az úszók vállig a vízbe merülve, a rajtkővel szemben, annak kapaszkodóját fogva helyezkednek el.
Az úszó mindig hanyatt fekvő pozícióban kell legyen, kivéve a fordulót, amikor egy gyorsúszási kartempó erejéig hasra fordulhat, de ezt nem teheti meg a beütés előtti mozdulatként a futam végén, sem karral, sem lábbal.
Rajt és forduló után legfeljebb 15 méterig megengedett, hogy a fej víz alatt maradjon, miközben hanyattfekvő helyzetben delfinlábtempó is végrehajtható.

### Oktatása
Ami a hátúszás oktatását illeti, kívánatos a helyes lábtempó tanításával kezdeni, ügyelve a lábak teljesen kinyújtott helyzetére mind emelkedő, mind süllyedő fázisban, az ismétlődő szakaszok helyes begyakoroltatásával, a medence szélétől elcsúszva.
A helyes lábtempóhoz nagyon hasznos eszköz az úszódeszka, akár mindkét kézben tartva, akár csak a növendék egyik hóna alá fogatva a másik kar tempóját gyakoroltatva.

## Fordítás
- Ez a szócikk részben vagy egészben  a   dorso (nuoto) című olasz Wikipédia-szócikk ezen változatának fordításán alapul.  Az eredeti cikk szerkesztőit annak laptörténete sorolja fel. Ez a jelzés csupán a megfogalmazás eredetét és a szerzői jogokat jelzi, nem szolgál a cikkben szereplő információk forrásmegjelöléseként.